# فيلي كارسون
فيلي كارسون (بالإنجليزية: Willie Carson)‏ هو فارس بريطاني، ولد في 16 نوفمبر 1942 في إستيرلينغ في المملكة المتحدة.